# Plagiochila dura
Plagiochila dura là một loài rêu trong họ Plagiochilaceae. Loài này được De Not. mô tả khoa học đầu tiên năm 1855.